# 24-timmarsjakten
24-timmarsjakten (originaltitel: Innerspace) är en amerikansk äventyrsfilm från 1987 i regi av Joe Dante. Steven Spielberg var exekutiv producent. Filmen vann en Oscar för bästa specialeffekter.

## Handling
Den avdankande och alkoholiserade piloten Tuck Pendelton (Dennis Quaid) har anmält sig till ett experiment. Han ska förminskas och injiceras i en kanin. Den första delen av experimentet går bra, men när spioner från ett rivaliserande företag slår till mot laboratoriet hamnar Tuck av misstag i den neurotiske och hypokondriske affärsbiträdet Jacks (Martin Short) kropp. Tuck måste naturligtvis ta sig ut ur Jacks kropp. Det blir inte bättre av att hans syreförråd endast räcker i 24 timmar.

## Rollista i urval
- Dennis Quaid - Lt. Tuck Pendleton
- Martin Short - Jack Putter
- Meg Ryan - Lydia Maxwell
- Kevin McCarthy - Victor Eugene Scrimshaw
- Fiona Lewis - Dr. Margaret Canker
- Vernon Wells - Mr. Igoe
- Robert Picardo - The Cowboy